# IC 838
IC 838 (auch NGC 4849A) ist eine Balken-Spiralgalaxie vom Hubble-Typ SB mit aktivem Galaxienkern im Sternbild Coma Berenices am Nordsternhimmel. Sie ist schätzungsweise 927 Millionen Lichtjahre von der Milchstraße entfernt und hat einen Durchmesser von etwa 140.000 Lichtjahren. Gemeinsam mit NGC 4849 bildet sie das optische Galaxienpaar Holm 495.
Im selben Himmelsareal befinden sich u. a. die Galaxien NGC 4859, IC 835, IC 837, IC 834.
Das Objekt wurde am 24. Februar 1892 vom österreichischen Astronomen Rudolf Spitaler entdeckt.